# ذو الشبكة

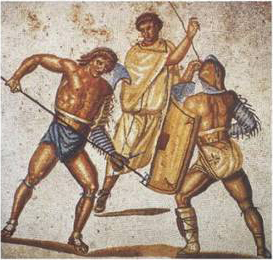
ذو الشبكة (في اليسار) يطعن مجالداً برمح ثلاثي الشعب.

ذو الشبكة هو مجالد رومي يقاتل بمعدات مستوحاة من معدات صياد السمك وهي: شبكة صيد (من هنا جاء الاسم)، ورمح ثلاثي الشعب، وخنجر (يسمى بوغيو). كان ذو الشبكة مدرعاً بشكل خفيف، حيث كان يرتدي كمّاً وواقية للكتف. عادة ما كانت ملابسه تتكون فقط من مئزر مثبت بحزام عريض، أو من غلالة قصيرة ذات حشوة خفيفة. لم يكن يرتدي أي واقية للرأس أو حذاء.